# Burwell (Nebraska)
Burwell település az Amerikai Egyesült Államok Nebraska államában, Garfield megyében, melynek megyeszékhelye is. Lakosainak száma 1087 fő (2020. április 1.).

## Népesség
A település népességének változása:

| 2010 | 1 210 |
| 2020 | 1 087 |